# Thaise keuken

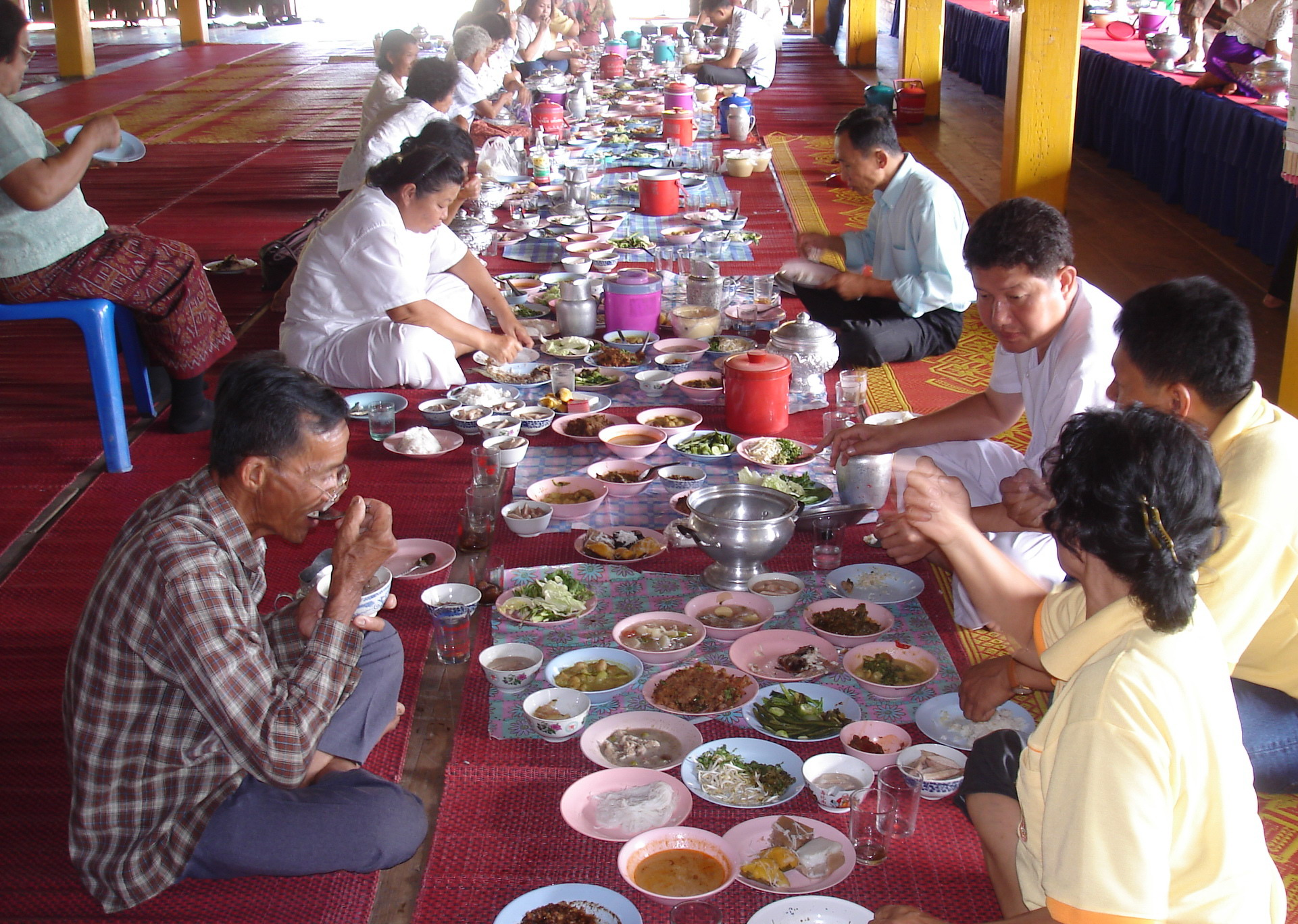
Feestmaal in Uttaradit, Noord-Thailand

De Thaise keuken is, in tegenstelling tot wat veel mensen buiten Thailand denken, niet homogeen. Thailand is met een oppervlakte van 513.115 km² ongeveer zo groot als Frankrijk, en met 65 miljoen inwoners heeft het een vergelijkbare bevolkingsomvang. Het land strekt zich uit van noord naar zuid over een lengte van ongeveer 1650 km (ter vergelijking: Italië heeft een lengte van ongeveer 1250 km) met uitlopers van de Himalaya in Noord-Thailand, een hooggelegen plateau in Noordoost-Thailand (ook wel Isaan genoemd), een waterrijke rivierdelta in Centraal-Thailand en tropisch oerwouden en eilanden in Zuid-Thailand. Er wonen in Thailand, afhankelijk van hoe men rekent, 40 verschillende volkeren. Het is niet verwonderlijk dat de Thaise keuken divers is en gebruikmaakt van een grote verscheidenheid aan ingrediënten, kruiden en specerijen.
Wat de verschillende regionale keukens van Thailand met elkaar verbindt is dat zij de vijf fundamentele smaaksensaties met elkaar proberen te verenigen in een maaltijd, en soms ook binnen één gerecht: heet (pittig), zuur, zoet, zout en (optioneel) bitter. Ook het gebruik van grote hoeveelheden verse kruiden in gerechten is wat de regionale Thaise keuken verbindt en onderscheidt van vele andere keukens.

## Inleiding

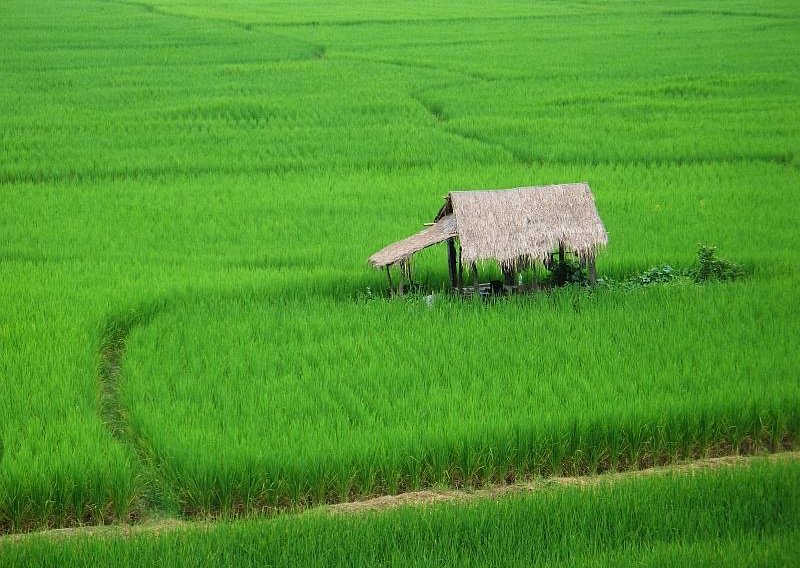
Rijstvelden vlak buiten het stadje Nan

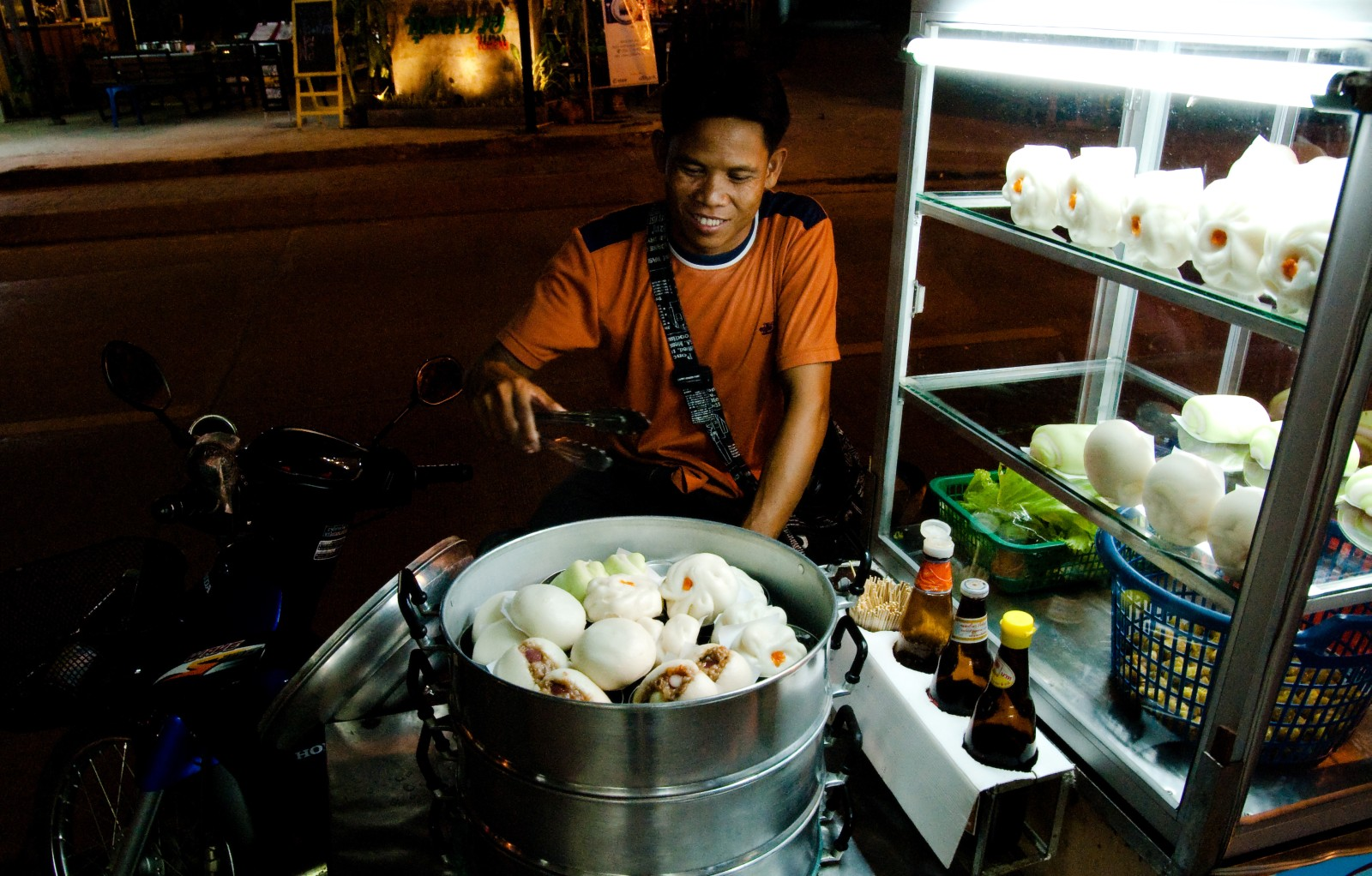
Een straatverkoper in Chiang Mai van salapao: gestoomde broodjes met verschillende, zowel zoete als hartige, vullingen

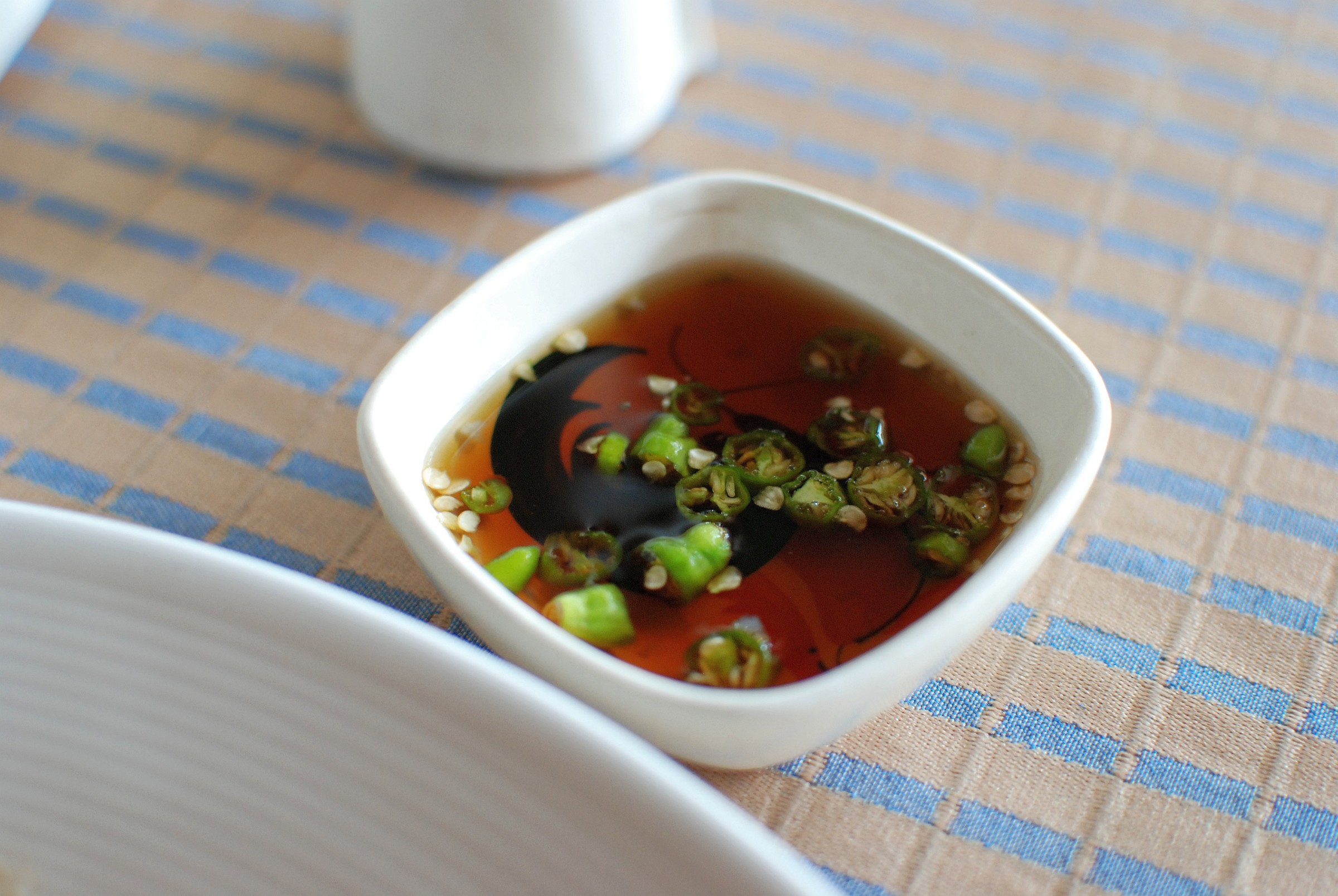
Phrik nam pla, een standaard saus bij bijna iedere Thaise maaltijd; gebruikt als een pittige "zout"

Kenmerkend voor de verschillende Thaise keukens is dat deze zich schikken rondom het gebruik van rijst (Thai: khao) als basisvoedsel. De volkeren in Centraal-Thailand en Zuid-Thailand gebruiken nu voornamelijk een geurige, semidroge en langkorrelige rijst, khao hom malie (letterlijk: "naar jasmijn geurende rijst") genoemd, met een lichte jasmijn- en pandangeur. In Nederland wordt deze rijst ook wel pandanrijst genoemd. De volkeren in het noorden en noordoosten van Thailand gebruiken traditioneel khao niao (kleefrijst) maar met de toenemende centralisering van de Thaise staat en cultuur sinds ongeveer 1900, neemt de jasmijnrijst, ook in deze streken, de rol over van basisvoedsel.
De eeuwenoude handelsbetrekkingen met (en emigratie uit) China hebben een grote stempel gedrukt op de Thaise keuken. Vele Chinezen hebben zich in de loop der eeuwen gevestigd in Thailand, zodanig dat zij nu rond 14% van de bevolking van Thailand uitmaken. De meeste van deze Chinese Thai komen oorspronkelijk uit Chaozhou en Shantou en spreken het Teochew dialect. Veel ingrediënten en gerechten zijn door Chinezen geïntroduceerd in Thailand zoals de sojaboon en sojaproducten (onder andere sojasaus en tofoe). Ook is de vervaardiging van noedels met de Chinezen meegekomen en populair geworden in heel Thailand: bami, mihoen, mie, glasmie en andere Chinese noedelsoorten worden nu door alle Thailanders regelmatig gegeten.
Ook vanuit het Indisch subcontinent ondervond Thailand in haar keuken, direct en ook indirect via andere landen in Zuidoost-Azië, door handelsbetrekkingen en door culturele uitwisselingen een grote invloed, met de religie als het meest kenmerkende aspect: eerst het hindoeïsme en later het boeddhisme. Roti, het meest gebruikte woord voor brood, is bijvoorbeeld een importgerecht uit India en een importwoord vanuit het Hindi.
Het gebruik van specifieke kruiden- en specerijenmengsels in de bereiding van bepaalde soorten currygerechten (kheng in de Thaise taal) in Zuid en Centraal-Thailand is ook beïnvloed vanuit India en de middeleeuwse hindoeïstische en boeddhistische koninkrijken in Zuidoost-Azië zoals het Srivijaya-rijk uit Sumatra, het Khmer-rijk uit het huidige Cambodja en door de incorporatie van (delen van) (voorheen Hindoeïstische) moslim rijken tijdens de 18e en 19e eeuw in het uiterste zuiden van Thailand. (De Thaise curry's vallen grofweg uiteen in twee groepen: die curry's waarin kokosmelk en gemalen koenjit worden verwerkt uit Centraal- en Zuid-Thailand, streken die meer onder invloed stonden van de culturen uit India, de Maleisische rijken en de Indonesische rijken, en die curry's waar dat niet of minder het geval was, en waar dus ook geen kokosmelk of koenjit in worden gebruikt, zoals in Noord en Noordoost-Thailand).
Traditioneel werd door Thailanders, zittend op de grond op gevlochten matten, met de rechterhand gegeten maar het is tegenwoordig gebruikelijk lepel en vork te gebruiken (waarbij het eten eerst met de vork -in de linkerhand- op de lepel -in de rechterhand- wordt geschoven alvorens het naar de mond te brengen). Met de introductie van tafels en stoelen vanuit China en vanuit het Westen, wordt steeds minder zittend op de grond gegeten. Alleen de (al dan niet Chinese) noedelsoepen worden in Thailand met eetstokjes gegeten.
Een typische Thaise maaltijd bestaat, zoals gebruikelijk is in nagenoeg heel Azië, uit verschillende gerechten die gedeeld worden door alle disgenoten. Normaliter worden er evenveel gerechten plus één extra gegeten als dat er disgenoten zijn maar men mag gerust meer gerechten hebben. Men probeert een aangename mix van smaken en bereidingswijzen te bewerkstelligen. Een maaltijd voor vier personen zou er, naast gestoomde of gekookte rijst, als volgt uit kunnen zien: een zure, sterk gekruide soep met garnalen (tom yam koeng), een milde curry met varkensvlees (paneng moe), een gefrituurde vis met een zoetzure tamarinde saus (pla raad phrik), een gebakken groentemengsel met een beetje kip (pad pak ruammit kai) en een zoetzure, pittige salade met glasmie (yam woensen). De soep wordt niet als voorgerecht gezien maar het wordt tegelijkertijd met de andere gerechten gegeten. Als condiment bij een maaltijd krijgt men er haast altijd phrik nam pla bij: rauwe fijngehakte, zeer scherpe chilipepertjes met flinters rauwe knoflook in een beetje vissaus en limoensap.

## Ingrediënten

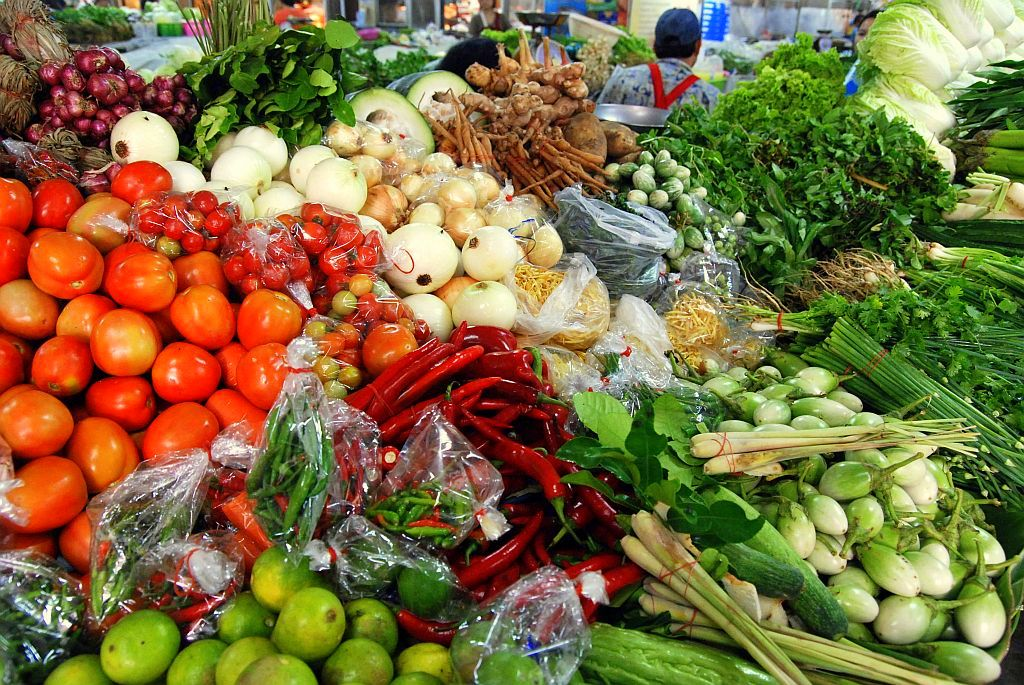
Groenten en verse kruiden en specerijen in de Thanin markt in Chiang Mai

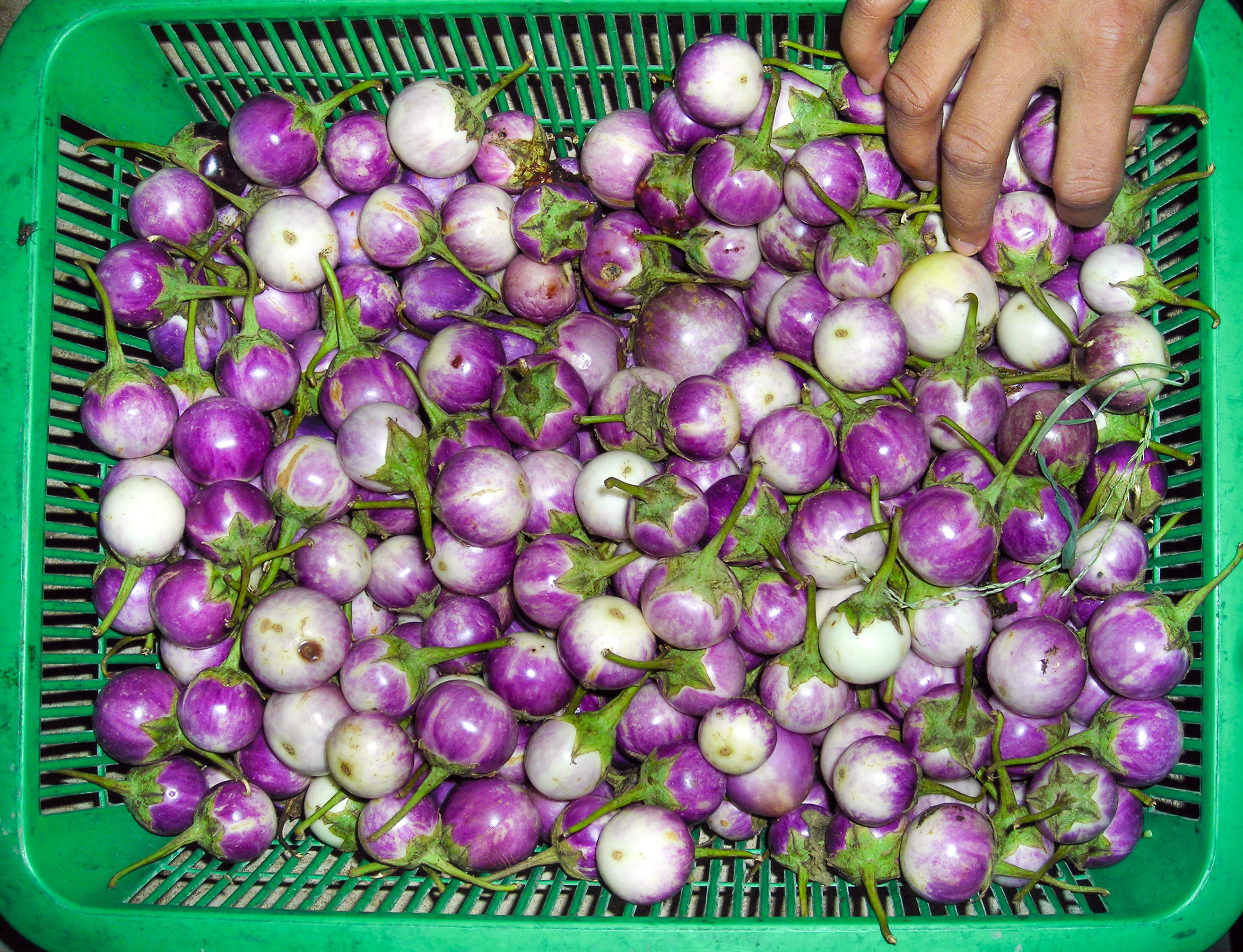
Een van de auberginesoorten die in Thailand wordt gebruikt is de makheua sa woi

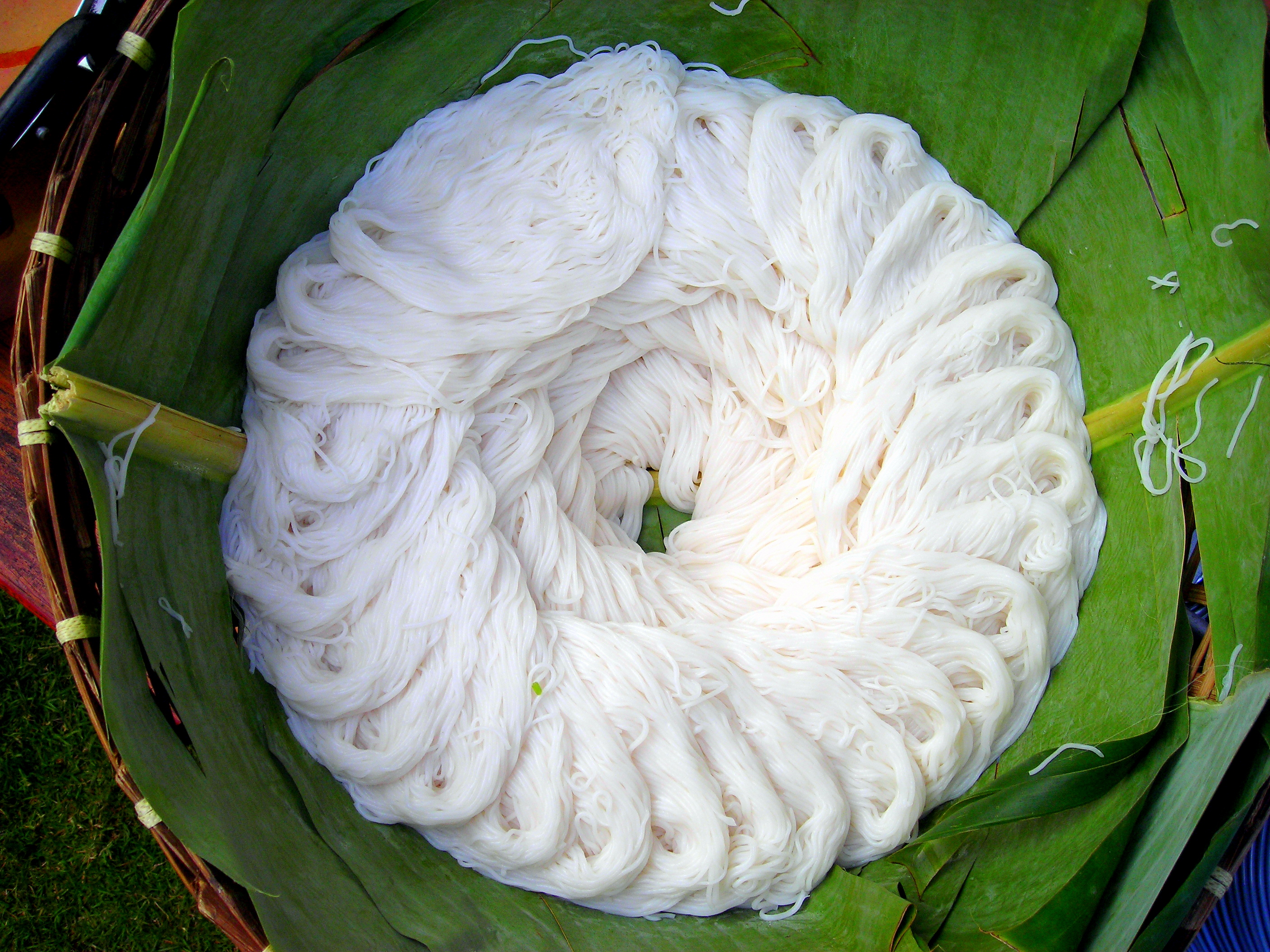
Kanom tjien: Thaise rijstnoedels

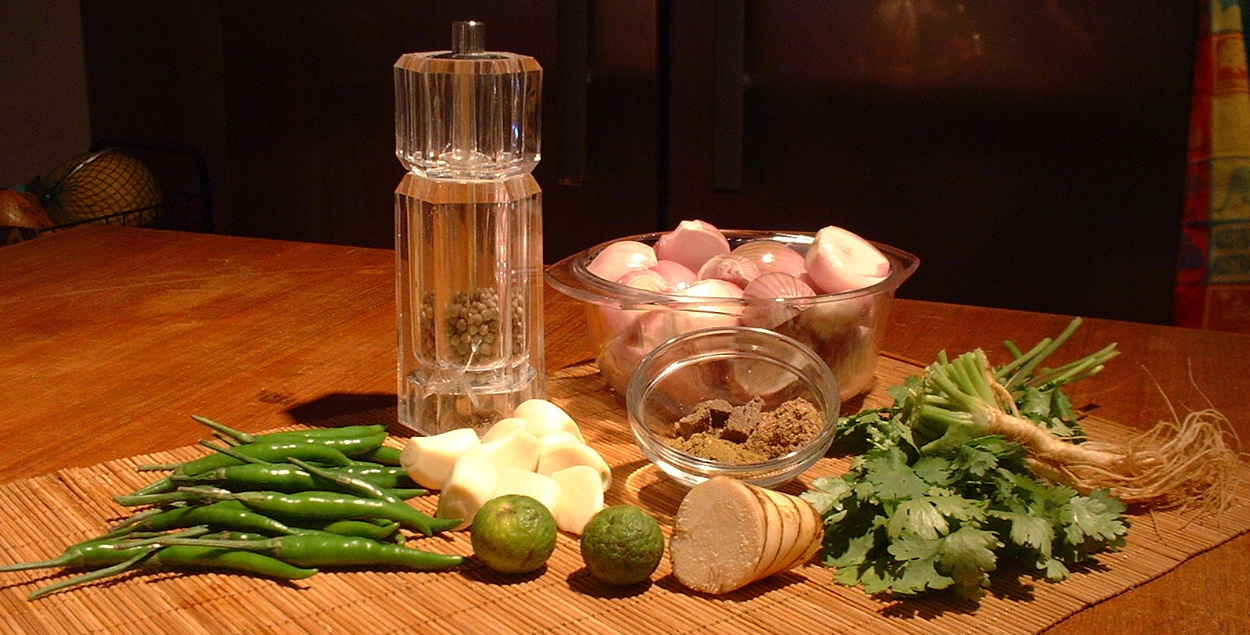
Ingrediënten voor het maken van kheng keeuw wan: groene currypasta

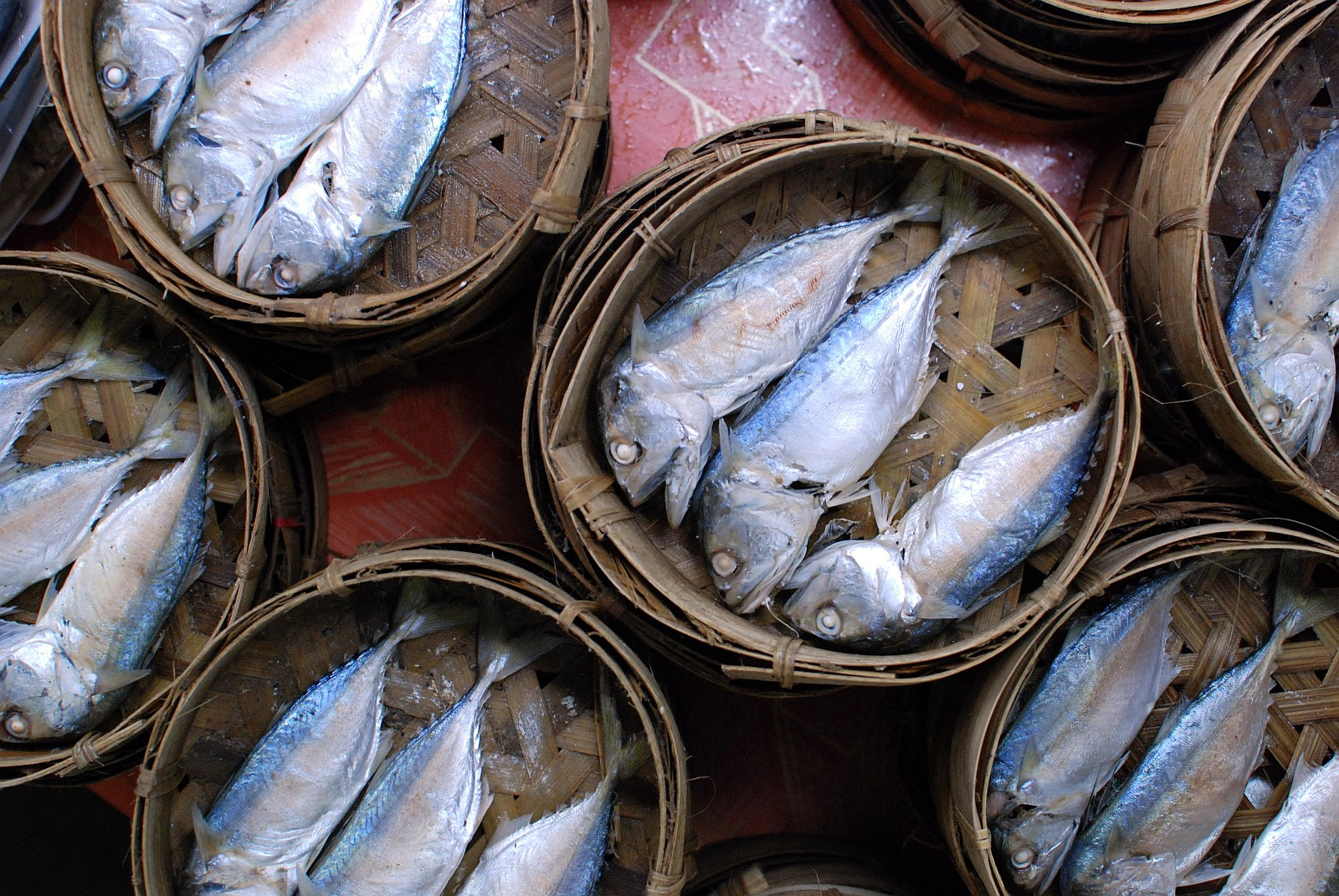
Platoe in mandjes: deze makreelsoort wordt gestoomd en licht gezouten verkocht en vóór gebruik gebakken in olie

Vanwege de grote diversiteit in de geografie en volkerensamenstelling van Thailand, worden in de Thaise keuken de meest uiteenlopende ingrediënten gebruikt.
In welhaast al het eten in Thailand wordt de sterk geurende nam pla (vissaus) gebruikt, vaak in plaats van zout. Ook kapie (Thaise garnalenpasta komt in veel gerechten voor, bijvoorbeeld in de khaeng phet (Thaise rode curry). Oestersaus en verschillende soorten sojasaus komen weer veel voor in de gerechten die van oorsprong Chinees zijn. Beroemd is de in sojasaus gestoofde ped paloo, een in sojasaus en specerijen (onder andere vijfkruidenpoeder) gestoofde eend. Taotjo is, net zoals sojasaus, ook een product dat verkregen wordt door de fermentatie van sojabonen. De Thaise taotjo is lichter van kleur en smaak dan die uit China, Maleisië en Indonesië. Het wordt onder andere gebruikt in de dipsaus behorende bij khao man kai. Kathie (kokosmelk), in verschillende diktes (afhankelijk van de persing), wordt onder andere in veel van de Centraal- en Zuid-Thaise curry's gebruikt.
De Thaise keuken maakt, in tegenstelling tot bijvoorbeeld de Indiase keuken, meestal alleen gebruik van verse kruiden en specerijen. Eén gekend gerecht voor de Thaise keuken is de tom yam koeng: een friszure kruidenbouillon getrokken van onder andere citroengras (ta-krai), Thaise gember (kha) en djeroek poeroet bladeren (bai makroet) met garnalen. Ook de Thaise currypasta's worden voornamelijk gemaakt van gemalen verse ingrediënten en niet van droge poedermengsels. Vaak wordt van de korianderplant juist de wortel gebruikt in curry's als ingrediënt. Gemalen verse koenjit (kha min) wordt bijvoorbeeld gebruikt in Zuid-Thaise gerechten zoals kai kha min, gegrilde kip gemarineerd met koenjit. In veel, van oorsprong Chinese, gerechten (zoals kwee teeuw raad na) ziet men ook de gewone gember, in het Thai khing geheten.
In Thailand maakt men veel gebruik van verse kruiden zoals de pak tjie (korianderblad), gebruikt als garnering bij heel veel gerechten, horapha (één soort Thais basilicum), kraphao (een andere soort Thais basilicum), pak tjie farang (Eryngium foetidum) dat letterlijk "korianderblad van blanke buitenlanders" betekent, bai saranee (kruizemunt voor in onder andere laarb, en bai koei chai (Chinese bieslook) met zijn sterke geur. Naast voornoemde, algemeen in Thailand voorkomende kruiden, worden er nog veel meer gebruikt; vele daarvan groeien alleen in het wild en zijn vaak slechts regionaal en seizoensgebonden verkrijgbaar.
Veel van de groenten die in de Thaise keuken worden verwerkt, zijn redelijk algemeen in de meeste Oosterse keukens. onder andere koolsoorten zoals pak kaad khao (Chinese kool), pak kwang toeng (paksoi) en pak kanaa (Chinese broccoli), bonensoorten zoals de tua fak jao (kousenband), tua phloe (vleugelboon) en de tua lan tao (peultjes), de tua njoh (taugé), nor maai (bamboescheuten), de nor maai farang (asperge, letterlijk vertaald "bamboescheuten van de blanke buitenlanders), teng kwa (komkommer), makheua theet (tomaat), khao phot on ("baby"maïs), pak boeng (waterspinazie, ook wel bekend als "kankoeng" in Nederland) en de bittere maraa (sopropo). De tja ohm, als groente in, bijvoorbeeld, veel Noord-Thaise stoofgerechten gebruikt, is eigenlijk het jonge blad van een soort acaciaboom met een lichte walnootsmaak.
Kenmerkend aan de Thaise keuken is het gebruik van de meest uiteenlopende soorten aubergine. Deze worden zowel rauw als gebakken/gekookt gegeten: makheua pang (groene "mini-aubergines" die zo groot zijn als een forse erwt), makheua sa woi (paars-wit van kleur en zo groot als een pingpongbal) en de makheua yao (groen of paars en qua afmeting gelijkend op de in Europa gebruikelijke aubergine) om er maar een paar te noemen.
Veel Thaise gerechten zijn (erg) pittig. De Thailanders kennen dan ook verschillende soorten chilipeper zoals onder andere de phrik kie noe (letterlijk vertaald betekent het "muizenkeutel-chilipeper" vanwege de afmeting; het is een klein maar zeer pittig pepertje, enigszins vergelijkbaar met de Indonesische "tjabe rawit"), de phrik tjie fa sot daeng (grote rode "milde" chilipeper, makkelijk in Europa verkrijgbaar), de phrik juak keeuw (een zeer milde groene chilipeper) en tegenwoordig ook de phrik pasom sot (paprika).
De Thaise keuken kent vele soorten chilisauzen en sambals. Bij een maaltijd kan de phrik nam pla (gehakte pepertjes en knoflook in vissaus en limoensap) niet ontbreken. Populair is ook de nam phrik pao (een gebakken zoete sambal, vergelijkbaar met sambal badjak) die als ingrediënt dient bij het koken maar ook vaak als een soort pittige "jam" op brood wordt gesmeerd. Een bekende dipsaus, bij bijvoorbeeld gepofte rijstkoekjes, is de nam phrik ong (een sambal dip gemaakt met varkensgehakt en tomaat als toevoeging aan de chilipepers). Verder zijn er nog legio chilisauzen/sambals die vallen onder de algemene noemer nam djiem (een soort chili-salsa's van gehakte chilipepers, rauwe knoflook, verse kruiden, vissaus en limoensap). Zeer algemeen in Europa is nu de Thaise zoete "chilisaus voor kip" en steeds vaker ziet men, zowel in de rest van Azië als in Europa en in de Verenigde Staten, de lichtzure sriracha chilisaus als condiment bij de meest uiteenlopende (niet-Thaise) gerechten.

## Bekende gerechten

### Ontbijtgerechten

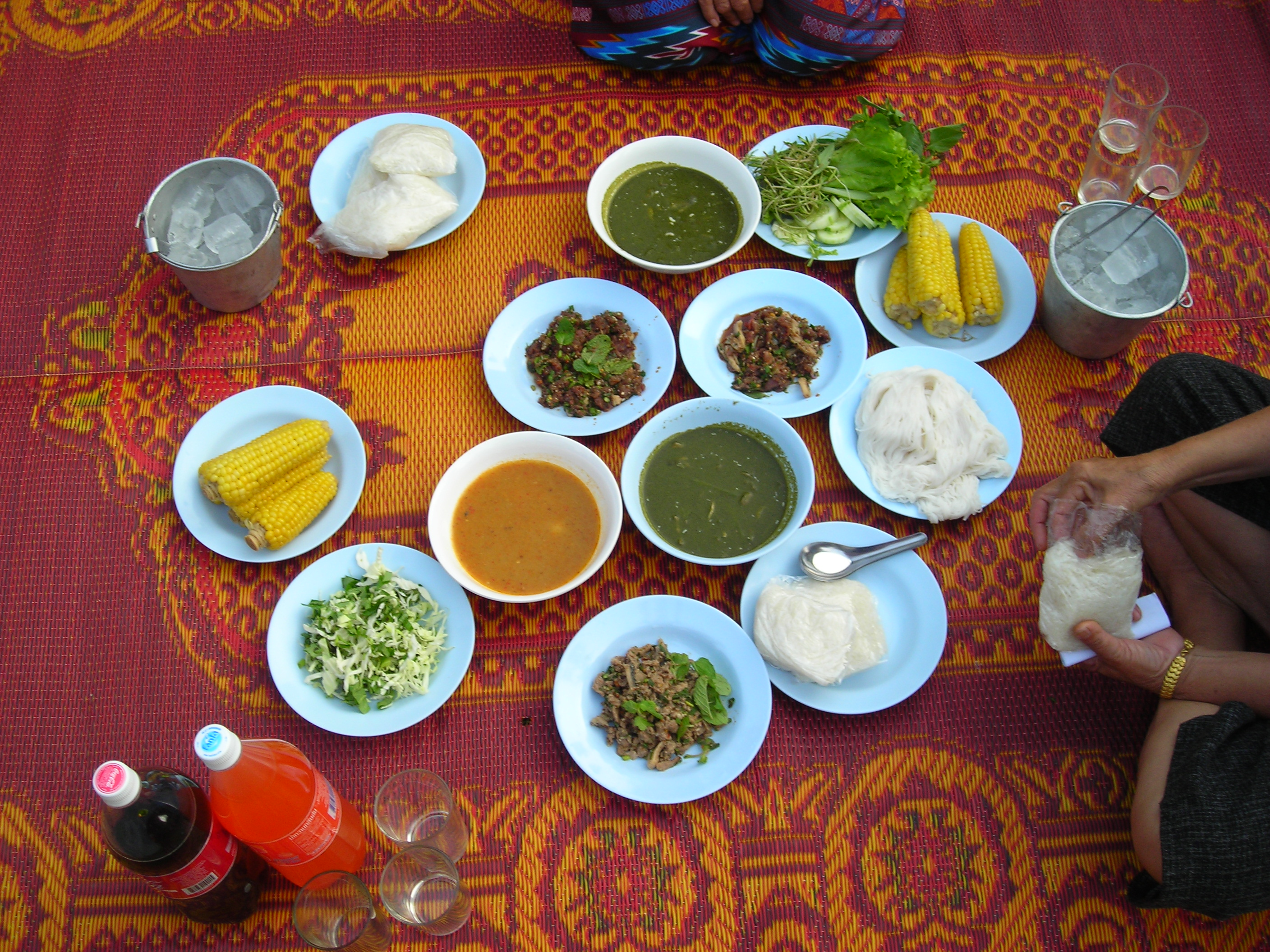
Traditioneel ontbijt van een familie in Noordoost-Thailand (Isaan)

De Thai hebben geen echte ontbijtcultuur. Vaak wordt er 's ochtends met overgebleven rijst van de vorige avond, bijvoorbeeld, khao pad khai (gebakken rijst met ei) gemaakt. Ook pittige gerechten, die in het Westen eerder als gerecht bij een diner zouden worden gezien, worden in Thailand gerust 's ochtends gegeten.

Hieronder staan een paar gerechten die voornamelijk alleen als ontbijt worden genuttigd.
- Tjok: Een, van oorsprong Chinese, warme rijstpap met varkensgehakt of vis.
- Khao tom: Een lichte bouillon met daarin rijst (niet tot pap gekookt) met vaak varkensgehakt of kipgehakt als toevoeging.
- Khao soi: Gefrituurde eiermie geserveerd in een pittige kip-currysoep; oorspronkelijk een Myanmarees gerecht en nu populair in Noord-Thailand, met name in Chiang Mai.

### Eenbordsgerechten

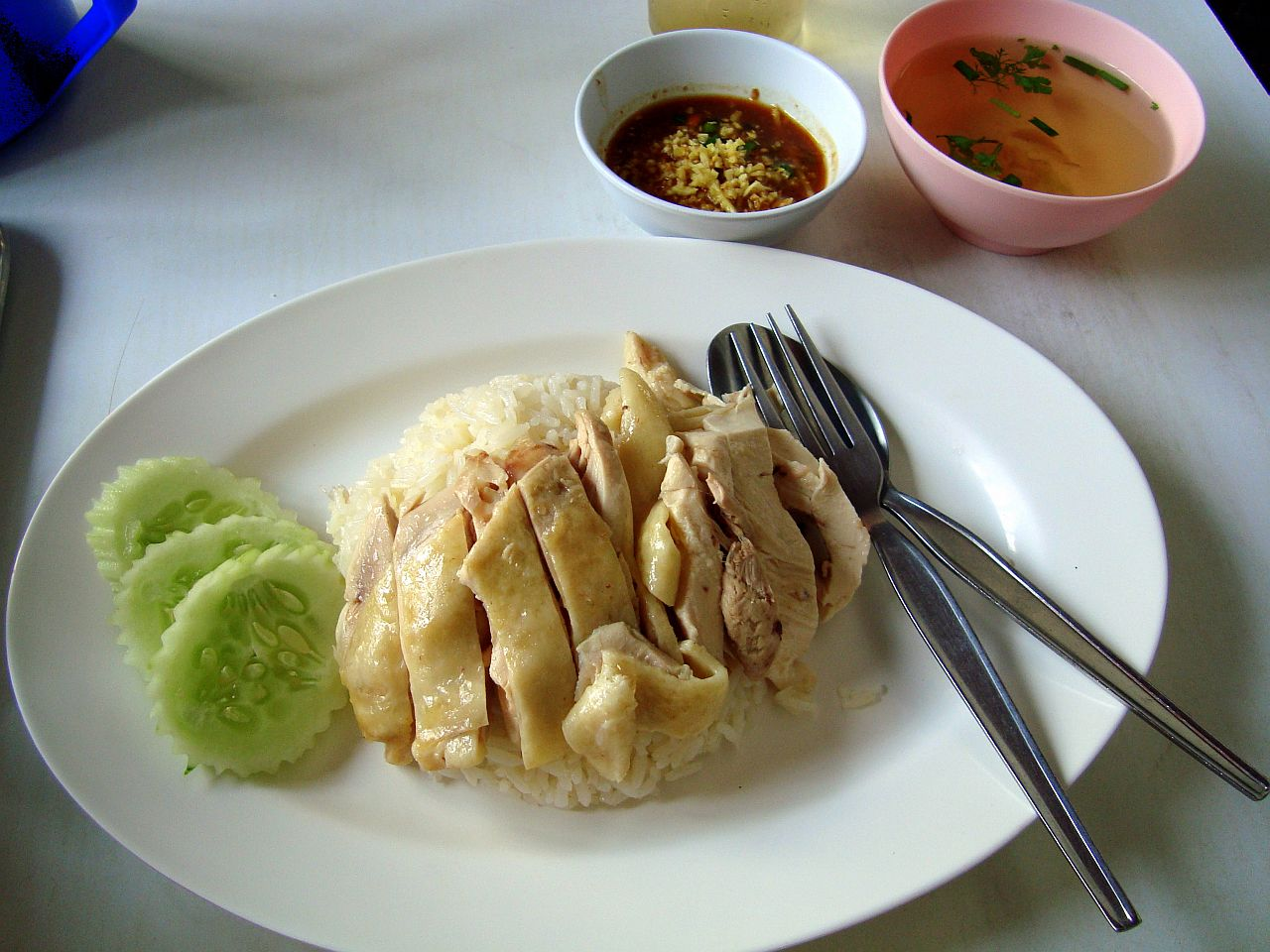
Khao man kai

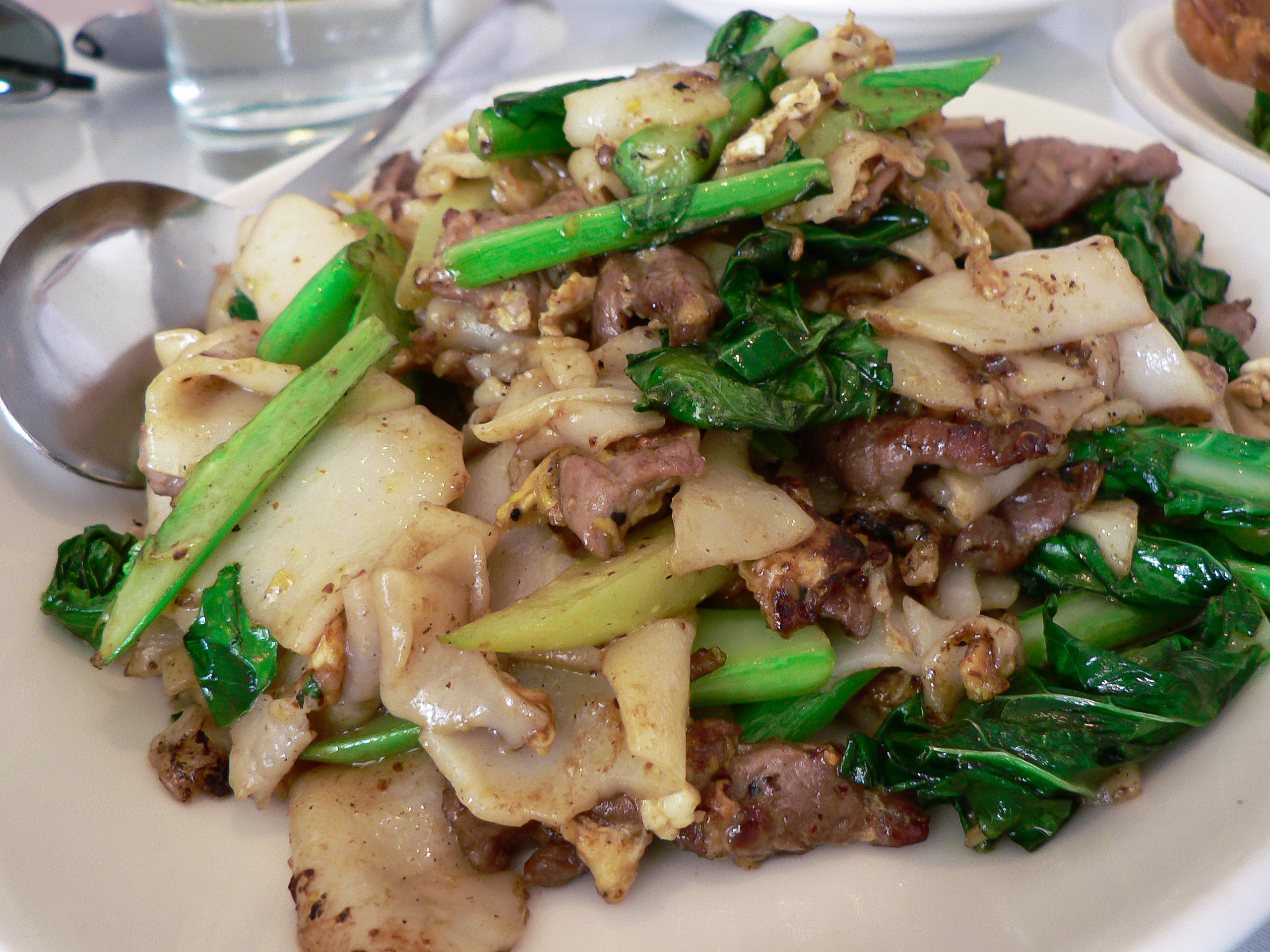
Kwee-teeuw pad sie-iew

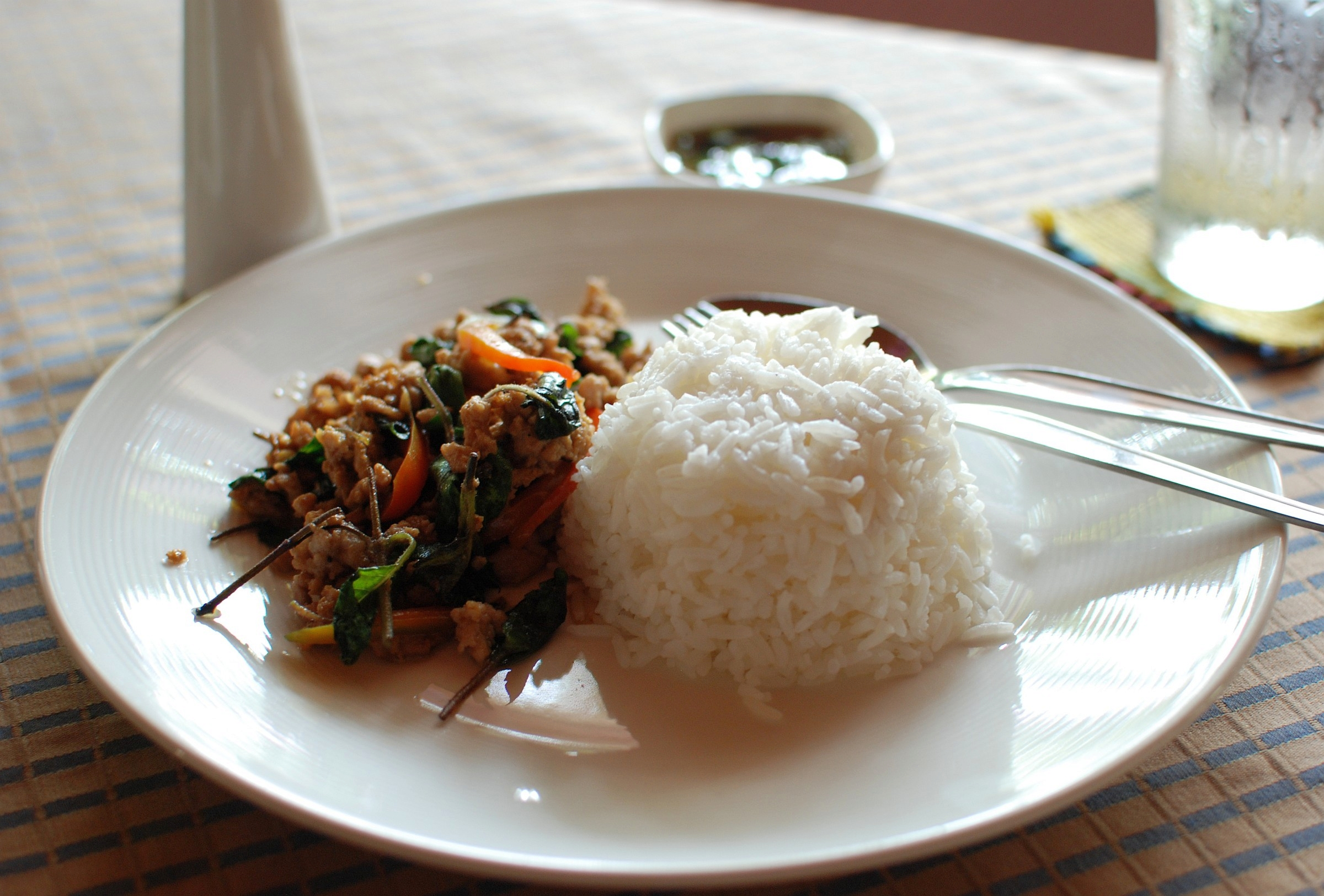
Kraphao moe raad khao

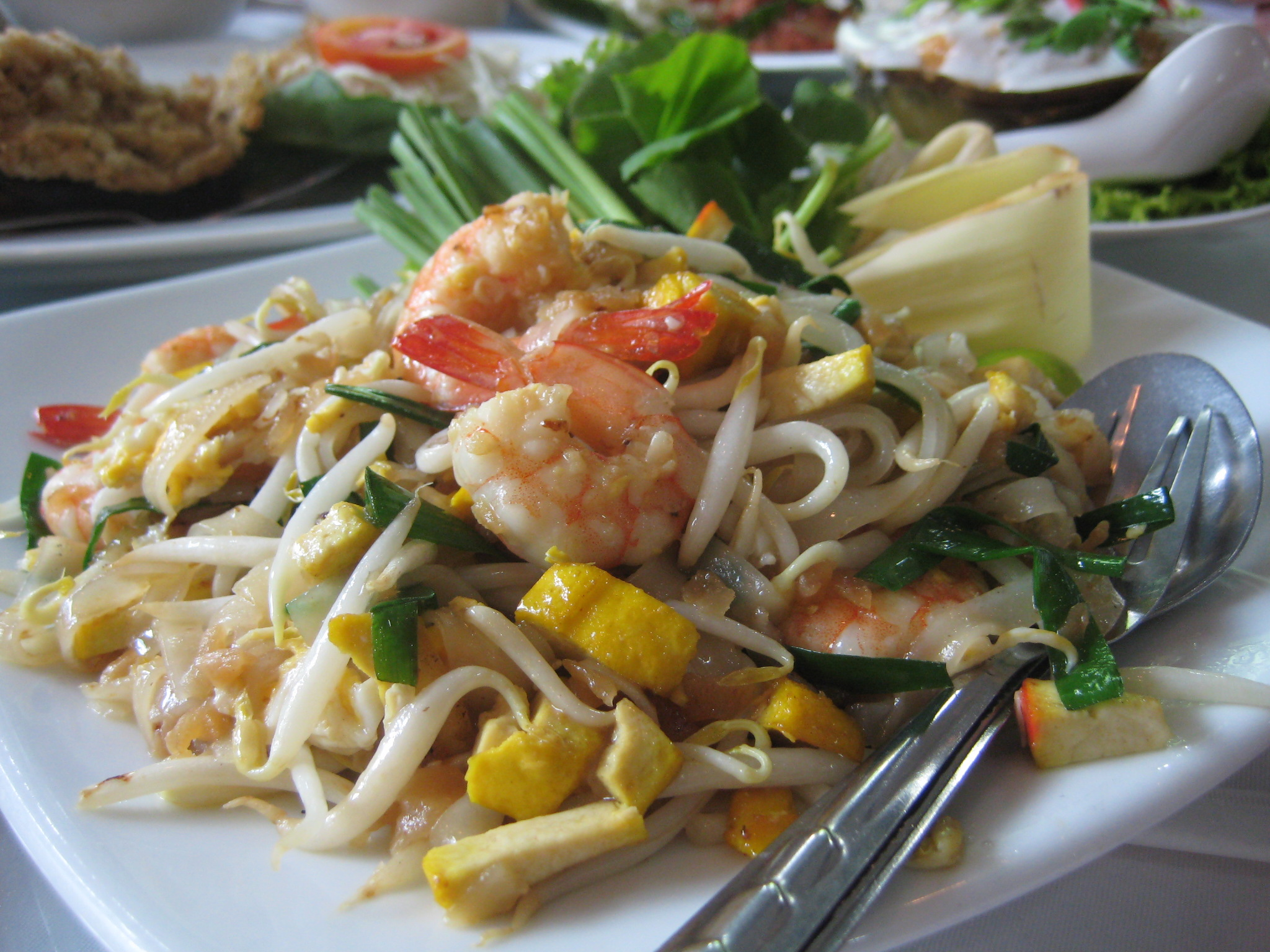
Pad thai koeng: gebakken noedels met garnalen

Deze gerechten worden over het algemeen niet met andere gerechten gecombineerd.
- Khao pad: Gebakken rijst wordt in Thailand meestal geserveerd met een stuk limoen en schijfjes komkommer en kan gebakken worden met verschillende toevoegingen: khao pad moe met varkensvlees, khao pad kai met kip, poe is krab, koeng is garnaal, tahoe is tofoe, khai is ei.
- Pad thai: Dunne rijstnoedels (sen lek), taugé en ei wordt met óf varkensvlees, garnalen, kip, krab of tofoe gebakken en met gehakte pinda's bestrooid. Overigens is dit vermoedelijk van oorsprong geen Thais gerecht.
- Kwee-teeuw raad na: Chinese "rijst-tagliatelle" (sen yai) gebakken met gemengde groenten, varkensvlees, kip of zeevruchten en dan overgoten met een gebonden saus.
- Kwee-teeuw pad sie-ieuw: Met sojasaus gebakken Chinese "rijst-tagliatelle" gebakken met óf varkensvlees óf kip.
- Khao man kai: Rijst, gekookt in een lichte kippenbouillon, geserveerd met reepjes gekookte kip en een paar schijfjes komkommer, men krijgt er tevens een lichte kippenbouillon erbij en een saus gemaakt van taotjo (ziltig-zoet gefermenteerde sojabonenpasta), gember, chilipepers en een stroperige sojasaus.
- Kanom tjien kheng keeuw wan kai: Rijstnoedels overgoten met een lichtzoete groene kip-curry, kleine Thaise aubergines en verse Thaise basilicum (bai horapha: Ocimum basilicum).
- Ba-mie nam moe-deng: Een noedelsoep van (eier)mie met geroosterd varkensvlees (Cha-Siew).
- Kraphao moe raad khao: Met sojasaus, knoflook, chilipepers en Thais basilicum (bai kraphao: Ocimum tenuiflorum) gebakken varkensgehakt geserveerd met/op witte rijst. Wanneer hieraan khai dao wordt toegevoegd, betekent het dat er een gebakken ei bij wordt geserveerd.
- Nam phrik kapie: Een combinatiegerecht van verschillende gefrituurde groenten in een laagje beslag zoals aubergine en kousenband, tsja-ohm (het jonge blad van een acacia-achtige) in een omelet, gebakken pla-toe (een soort kleine makreel), verse komkommer, witte rijst óf rijst gebakken met Thaise garnalenpasta (khao khloek kapie) en de nam phrik kapie zelf, een sambal gemaakt met Thaise garnalenpasta.

### Hoofdgerechten

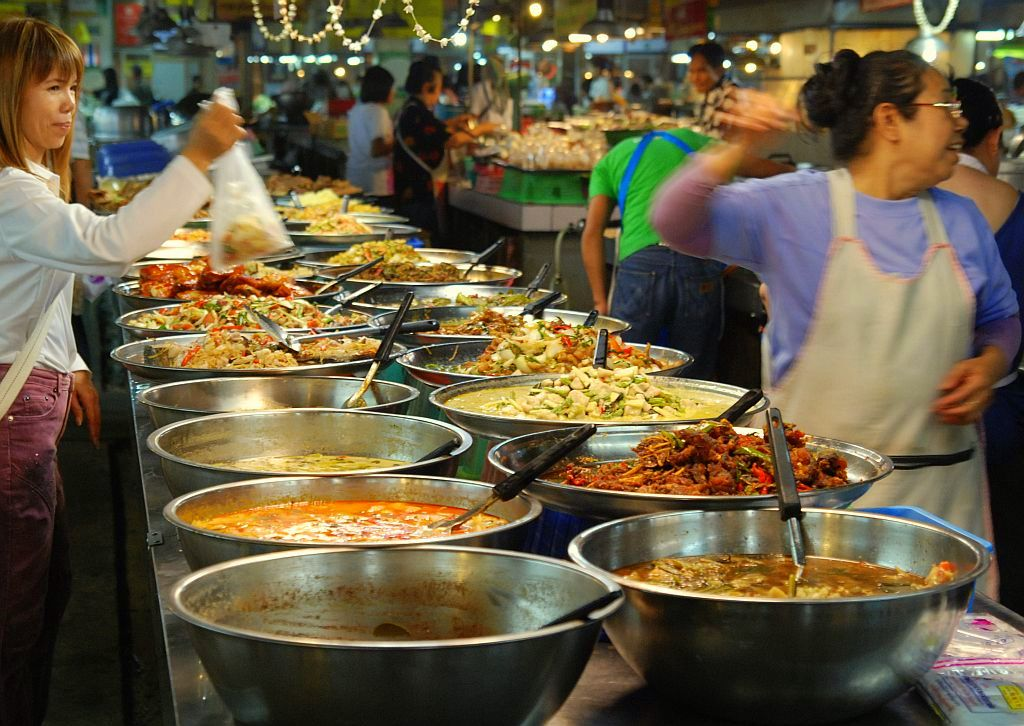
Thaise "gerechten om mee te nemen" uitgestald in de Thanin markt in Chiang Mai

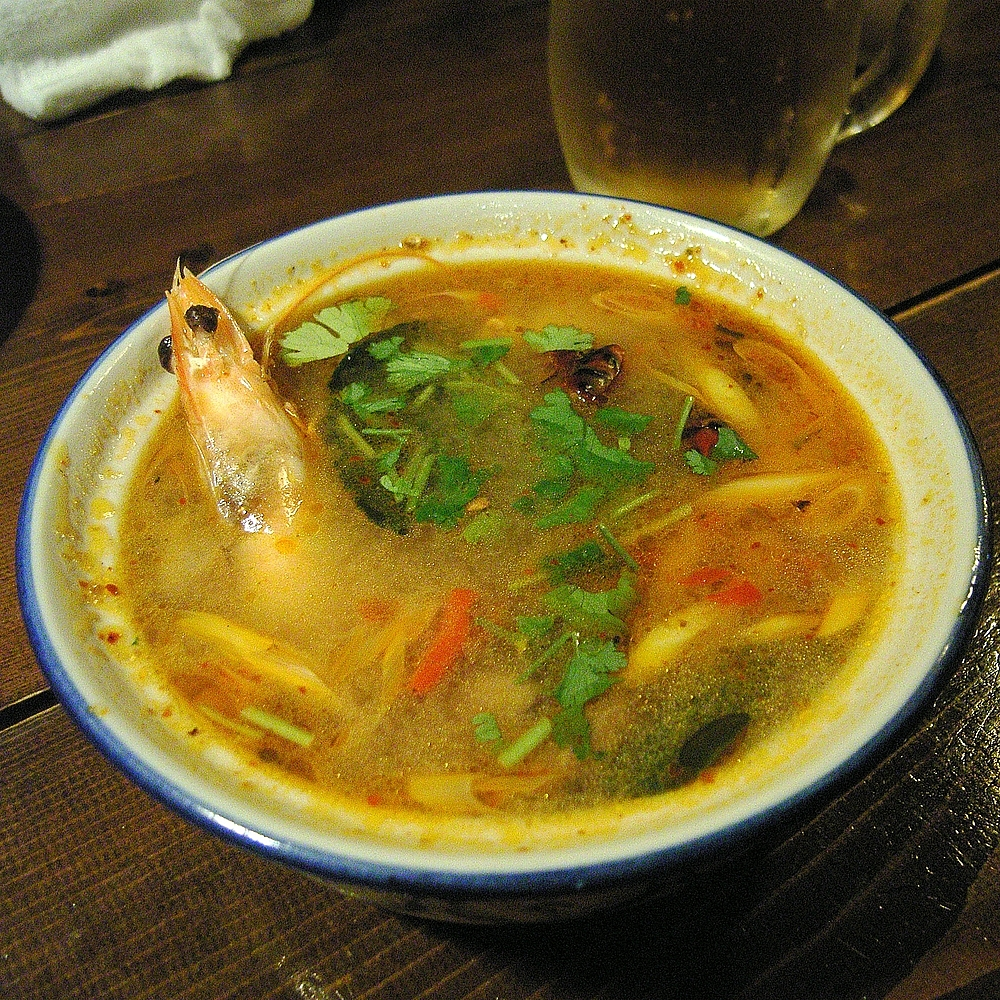
Tom yam koeng

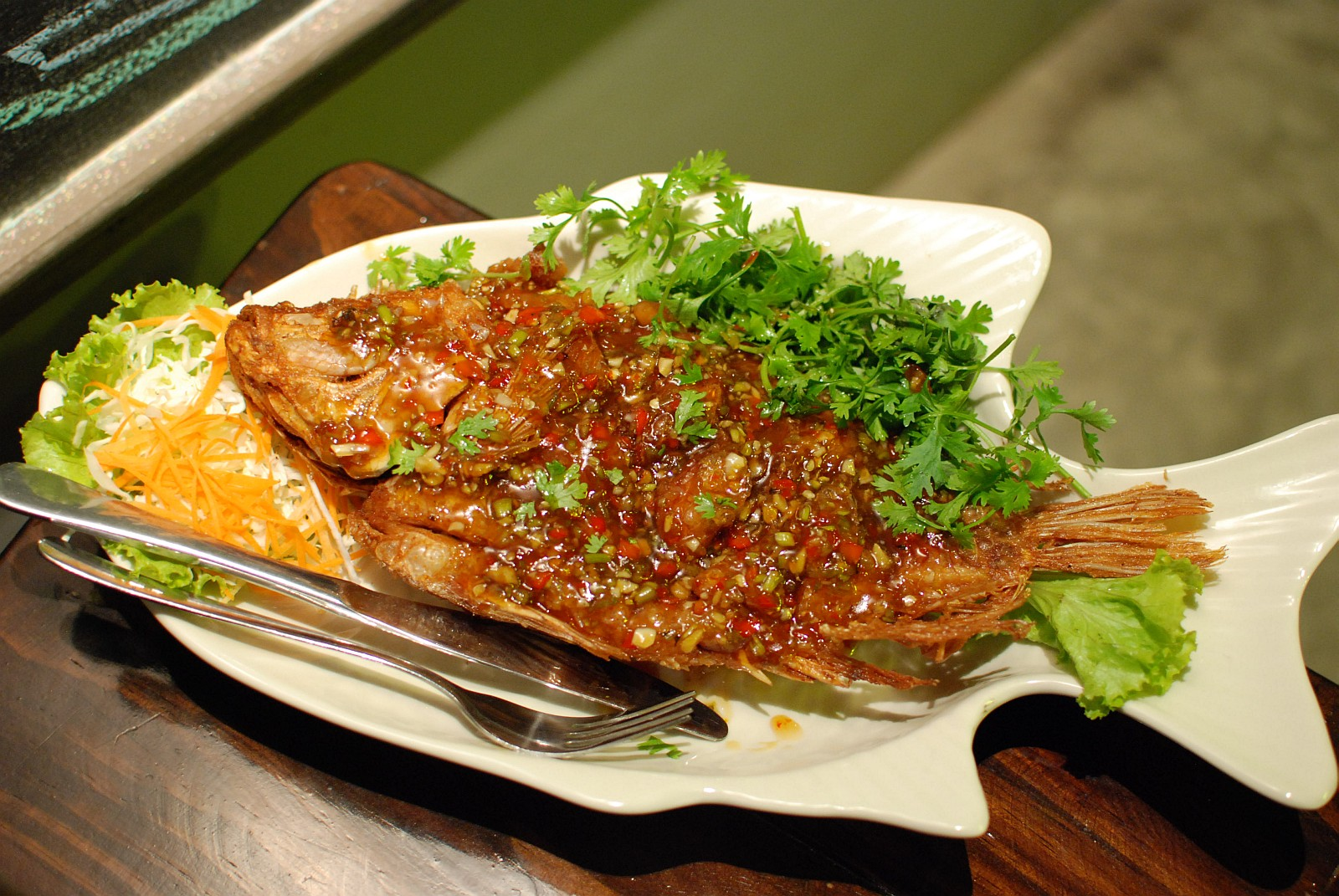
Pla sam rod: hier gemaakt met pla tub tim (Nijl tilapia)

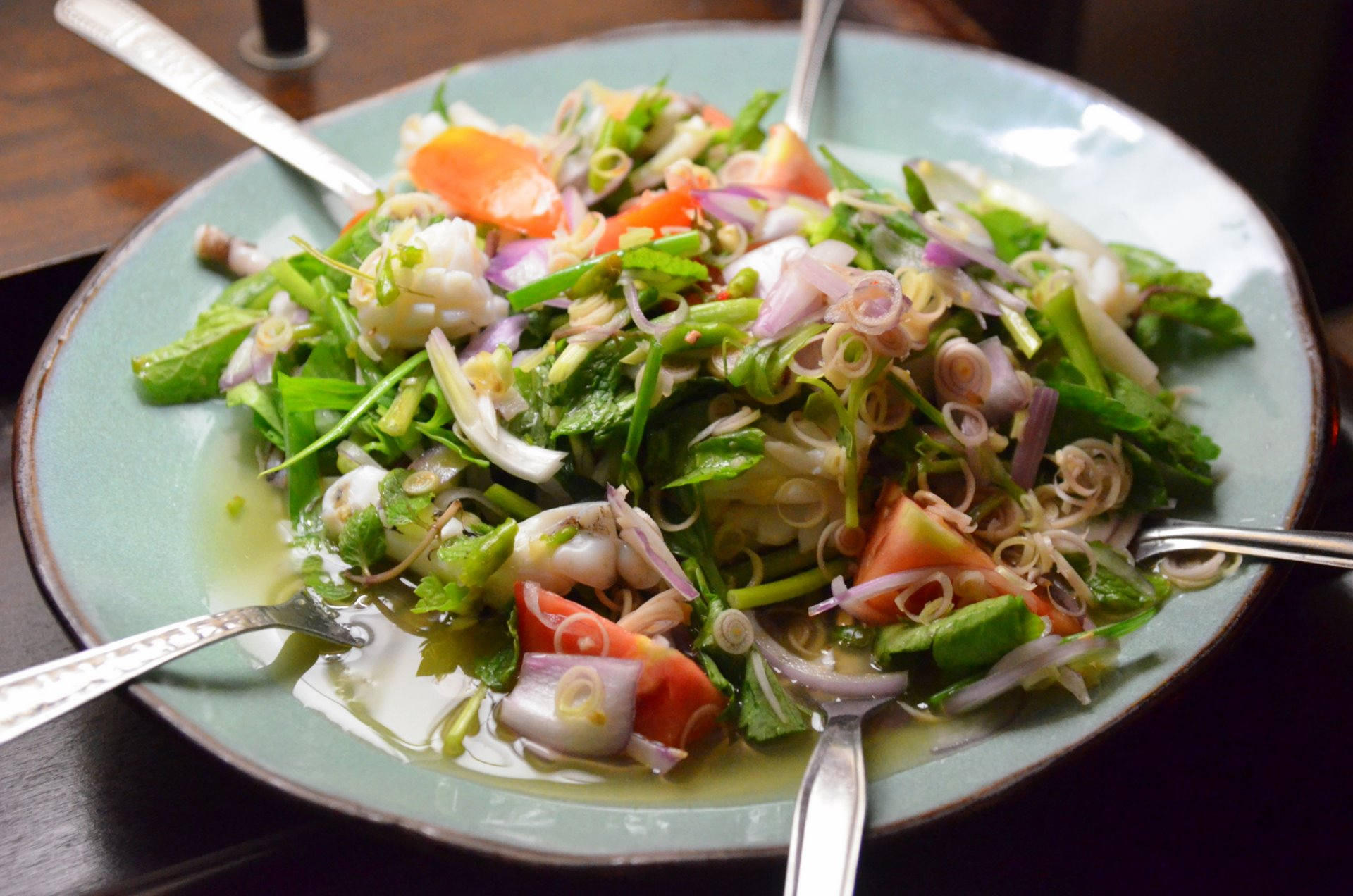
Yam taleh: Thai salade met zeevruchten

Deze gerechten worden meestal gegeten samen met gestoomde witte jasmijnrijst (khao swee) of, in het geval van gerechten uit Noord- (Lanna) en Noordoost Thailand (Isaan), met kleefrijst.
- Tom yam koeng: Een pittige en friszure kruidenbouillon met garnalen en vers korianderblad.
- Tom kha kai: Een romige kokos- en kruidensoep met kip.
- Tom tjud woensen moe sap: Een lichte bouillon met veel groenten, glasmie, varkensgehakt en verse khun chaai (selderij).
- Pad pak ruammit namman hoi: Geroerbakte gemengde groenten met oestersaus.
- Pak boeng faai deng: Kort, met knoflook, chilipepers, vissaus en taotjo (ziltig-zoet gefermenteerde sojabonenpasta), gebakken waterspinazie.
- Som tam: Een pittige, zoetzure salade gemaakt van onrijpe papaja-julienne, gedroogde garnalen, knoflook, suikerpasta, chilipepers, tomaat, limoensap, garnalenpasta, vissaus, pinda's en kousenband. Oorspronkelijk komt dit gerecht uit Isaan waar ook nog pla raa (een soort Laotiaans-Thaise ansjovissaus) en poe dong (gepekelde krab) aan wordt toegevoegd. Het kan ook worden gegeten met rijstnoedels.
- Pad pak kanaa moe krob: Chinese broccoli (Brassica oleracea var. alboglabra) gebakken met stukken knapperig geroosterd spek en oestersaus.
- Pak kanaa namman hoi: Chinese broccoli (Brassica oleracea var. alboglabra) gebakken met knoflook, chilipepers en oestersaus.
- Kai pad med mamoeang himapaan: Gebakken stukjes kip met (gedroogde) chilipepers en cashewnoten.
- Kai yang: Gegrilde, gemarineerde kip. Vaak gegeten in combinatie met som tam en khao niao (kleefrijst). Oorspronkelijk uit Isaan.
- Kheng massaman neua: Een dikke rundvleescurry met soms gehakte pinda's. Het is enigszins te vergelijken met een "natte" rundvleesrendang.
- Kheng keeuw wan kai: Groene curry met kip en Thaise aubergine.
- (Kheng) Paneng Kai: Een romige en milde curry met kip.
- Kheng phet moe: Rode Thaise curry met varkensvlees.
- Kheng paa kai: Ook wel vertaald als "jungle curry", met kip. Deze curry bevat, in tegenstelling tot de andere hier vermelde curry's, geen kokosmelk. Het is een sterk gekruid stoofgerecht.
- Laarb: Een pittig gerecht met kip- (laarb kai) of rundvleesgehakt (laarb neua) waarbij een dressing van gemalen geroosterde kleefrijst, munt, sjalot, grof gemalen gedroogde chilipepers, limoensap en vissaus zorgen voor de smaak. Oorspronkelijk uit Laos/Isaan.
- Nam tok: letterlijk betekent dit "waterval". Het is een gerecht met of reepjes varkensvlees (moe nam tok) of rundvlees (neua nam tok), al dan niet gegrild (de gegrilde versie heet voluit moe/neua yang nam tok overgoten met een zeer pittige dressing, sterk gelijkend op die van laarb.
- Pla nung manao: Gestoomde vis met chilipepers en knoflook, overgoten met een saus van aangezoete limoensap en bestrooid met vers korianderblad.
- Pla raad phrik of Pla sam rod: Een gefrituurde vis overgoten met een zoete en pittige tamarindesaus.
- Pladuk pad phet: Stukken gefrituurde meerval gebakken in een zoete chilisaus (gelijkend op sambal manis).
- Hor mok pla: Een, in een kuipje van bananenblad, gestoomde "paté" van visgehakt gemengd met curry, ei en kokosmelk.
- Tjoetjie plamuk: Gebakken inktvis in tjoetjie saus (een soort Thaise rode curry zonder kokosmelk).
- Yam woensen koeng: Een pittige zoetzure "salade" gemaakt met glasmie en garnalen.
- Yam neua yang: Een pittige zoetzure "salade" gemaakt van in repen gesneden "medium rare" gegrild rundvlees.
- Yam taleh: Een pittige zoetzure "salade" gemaakt met licht gebakken of gekookte zeevruchten.

### Voorgerechten en hartige snacks

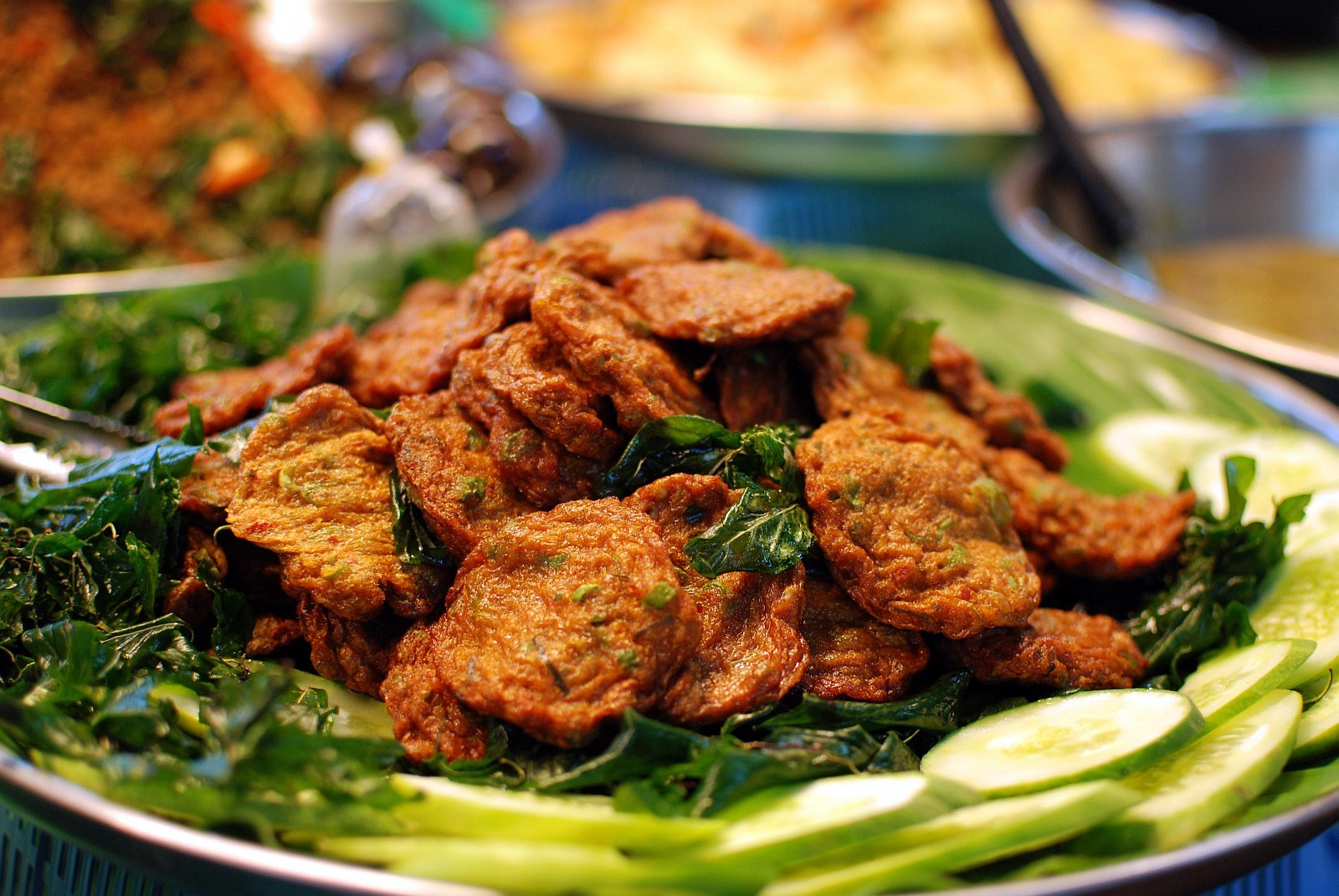
Tod man pla met gefrituurde basilicum blaadjes

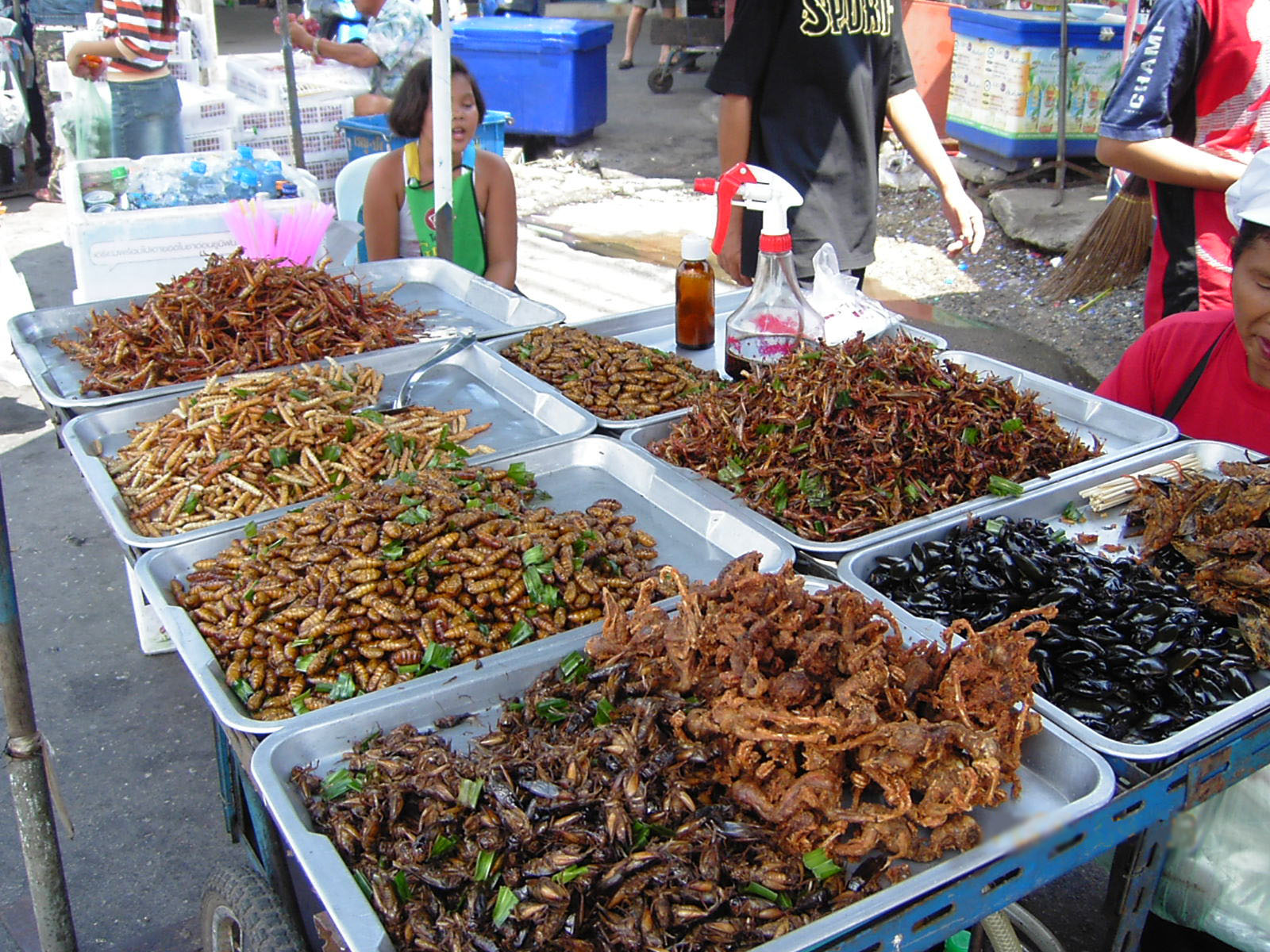
Gefrituurde insecten in een marktstalletje in Bangkok

In Thailand wordt over het algemeen weinig onderscheid gemaakt tussen voorgerechten en snacks.
- Yam pladuk foe: Knapperig gefrituurd fijnversnipperde meervalvlees, geserveerd met een pittige, zoetzure dressing gemaakt van onrijpe mango julienne.
- Tod man pla: Pittig gekruide en gefrituurde viskoekjes.
- Tod man koeng: Pittig gekruide en gefrituurde garnalenkoekjes.
- Poh-pia tod: Gefrituurde Thaise loempia, sterk gelijkend op de Vietnamese loempias.
- Kai tod: Kleine stukjes gefrituurde kip.
- Saté: Dit, van oorsprong Maleisisch/Indonesisch gerecht met pindasaus, is ook populair in Thailand. Meestal van kip (kai) of varkensvlees (moe).
- Miang khaam: Verse stukjes sjalot, gedroogde garnaaltjes (koeng heng), stukjes rauwe chilipeper, rauwe knoflook, stukjes limoen met schil, verse gember en pinda's worden gewikkeld in de verse bladeren van de Piper Sarmentosum plant (cha plu) en gegeten met een stroop van de suikerpalm en wat vissaus.

Ook worden in Thailand verschillende insecten gegeten als hartige snack, veelal gefrituurd. Populair zijn bijvoorbeeld sprinkhanen, bijenlarven, zijderupsen, meelwormen en miereneieren. Op vele markten ziet men stalletjes die deze insecten (al dan niet gefrituurd) verkopen. Het eten van insecten is vooral populair bij Thailanders afkomstig uit Isaan.

Gefrituurd smaken de meeste insecten licht naar garnalen en/of popcorn (garnalen zelf zijn weliswaar strikt genomen geen insecten maar behoren samen met insecten tot de stam van de geleedpotigen). Sterk afwijkend in smaak is de mengda (Lethocerus Indicus). Deze grote waterwants heeft een penetrante geur en smaak, door sommigen vergeleken met een zeer rijpe gorgonzola. Beroemd in Thailand is een soort sambal die met deze insecten wordt gemaakt: nam phrik mengda.

### Nagerechten en zoete snacks

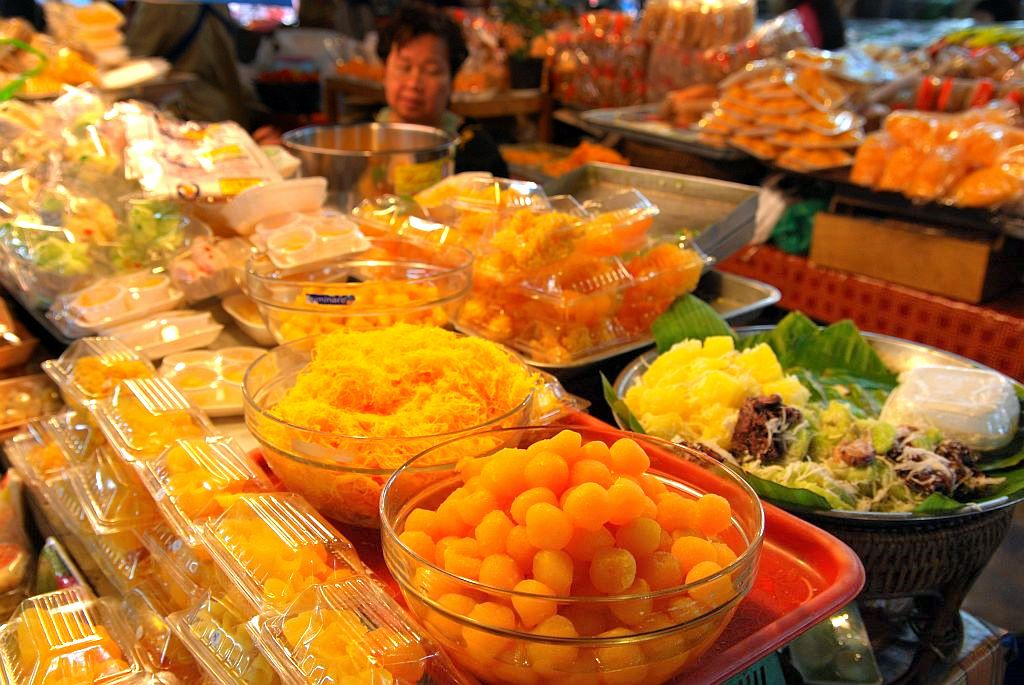
Thaise zoetigheden op de Thanin markt in Chiang Mai

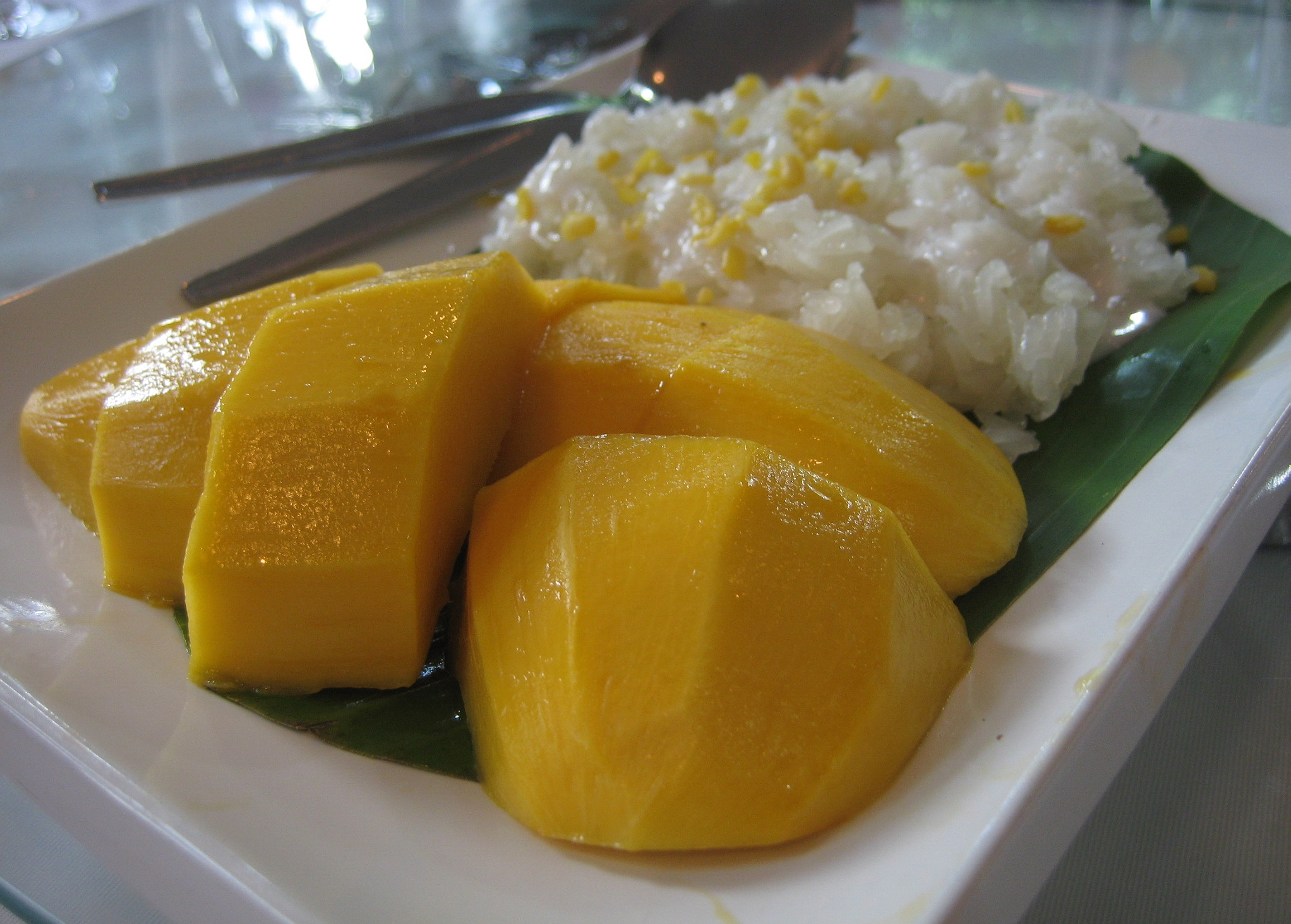
Khao niao mamoeang

Ter afsluiting van een maaltijd wordt vaak vers fruit geserveerd. Het nuttigen van desserts na een maal is niet gebruikelijk in Thailand. De meeste van de hier vermelde gerechten worden dan ook als een zoet tussendoortje gegeten.
- Khao niao mamoeang: Gezoete, in kokosmelk gekookte, kleefrijst waarbij stukken honingzoete mango worden gegeven.
- Kanom takó: Kleine kuipjes (ongeveer 3 cm bij 3 cm bij 3 cm) gemaakt van bananenblad gevuld met een gelei gemaakt van rijstbloem en kokosmelk waarin, bijvoorbeeld, ook gekookte zoete mais zit. Het geheel wordt afgestreken met ingedikte kokosmelk.
- Khong waan: Verzamelnaam voor verschillende zoetigheden die vaak in combinatie met elkaar gegeten worden. Deze zijn onder andere kanom bua loi (gekookte taro blokjes), met bua (gekookte stukken lotuszaad), tub tim krob (gekookte stukjes chinese waterkastanje omhuld met een rood gekleurd laagje doorzichtige tapiocagelei) en lord tsjong (van rijstbloem en pandansap gemaakte geleisliertjes gelijk aan de Maleisische/Indonesische cendol/tjendol). Het wordt geserveerd met kokosmelk en suikersiroop.
- Kanom chaan: Een veelkleurige gelaagde semi-stevige pudding gemaakt van rijstbloem en geparfumeerd met pandan, gelijk aan de Indonesische Kwee Lapis, waarbij de lagen van elkaar gehaald kunnen worden. De gebruikte kleuren zijn meestal wit, roze en groen.
- Roti klooi khai: Een vierkant opgevouwen rotipakketje waarin een in stukken gesneden zoete banaan en een geklutst eitje is meegebakken. Het wordt meestal bestrooid met gecondenseerde melk en suiker.